# Ricardo Peregrina Muñoz
Ricardo Peregrina Muñoz   (Barcelona, 12 de juny de 1973) és un autor de còmics, il·lustrador i humorista gràfic català. Viu a Olesa de Montserrat.

## Biografia

### Inicis
Ricardo Pelegrina va aprendre a dibuixar copiant a Francisco Ibáñez i Jan.
Entre 1991 i 1996 va estudiar a la Universitat Autònoma de Barcelona, llicenciant-se en Ciències de la comunicació, i entre 1995 i 2000 va fer el propi amb Belles arts a la Universitat de Barcelona. També en 1995 havia començat a col·laborar en fanzines com Amaniaco, Mala Impresión i La Comictiva, amb acudits i les sèries Hermi i Max i Norbertito y su mamá. Amb Jali i Valentín Ponsa va constituir llavors el col·lectiu Los Muñecos de Fimosis.

### Ubisoft (1999-2010)
A partir de l'any 1999, va treballar com infografista en l'empresa de videojocs Ubisoft Barcelona, la qual cosa amb prou feines li deixava temps per al còmic. Des d'aquest any i fins a 2010 va realitzar acudits d'una vinyeta per al suplement setmanal "Al dia" del diari Regió 7.
Així i tot, el 2004 va col·laborar breument amb la juvenil Míster K d'Edicions El Jueves i el suplement del diari Metro Metroncho. Entre 2005 i 2007 va realitzar para la revista Dolmen la sèrie Días de cómic, protagonitzada per tres amics aficionats al mitjà. Per a la revista infantil Dibus! creo en 2007 la sèrie Las Dibuclases del Maestro Picosso, on ensenyava conceptes de dibuix als més petits.
En 2008, va publicar un àlbum amb noves historietes de Hermi i Max, dins de la col·lecció Siurell Gold de Dolmen Editorial i va iniciar la sèrie Horario de oficina per a la revista mensual d'humor Retranca. També va reprendre Norbetito per a Amaníaco.

### El Jueves(2010-present)
Al setembre de 2010, Ricardo Pelegrina va començar a treballar per El Jueves, on desenvolupa les sèries Horario d'oficina, Borbón y cuenta nueva i Coitus Imperfectus. La sèrie Borbón y cuenta nueva, narra amb sorna, els avatars d'una família monàrquica en crisis en un futur on s'ha proclamat la tercera república espanyola.

## Nominacions i premis
- 2003 Primer Premi en el 4º Concurs de Tires Còmiques del Departament de Cultura de la Generalitat de Catalunya.[11]

## Obra
| Anys            | Títol                              | Tipus                     | Publicació                          |
| --------------- | ---------------------------------- | ------------------------- | ----------------------------------- |
| 1995-2002, 2008 | Hermi y Max                        | Serie                     | Amaníaco, Dolmen Editorial          |
| 1997-2004, 2009 | Norbetito y su mamá                | Serie                     | Mala Impresión, Amaníaco, Metroncho |
| 1999            | Pasarlo de miedo!                  | Historieta autoconclusiva | Mala Impresión                      |
| 2005-2007       | Días de cómic                      | Serie                     | Dolmen                              |
| 06/2007-        | Las Dibuclases del Maestro Picosso | Serie                     | ¡Dibus!                             |
| 2008-           | Horario de oficina                 | Serie                     | Retranca, El Jueves                 |
| 5/2012-2014     | Borbón y cuenta nueva              | Serie                     | El Jueves 1823-                     |
| 2014-           | Coitus Imperfectus                 | Serie                     | El Jueves 1948-                     |